# فرانك جونسون (كرة سلة)
فرانك جونسون (بالإنجليزية: Frank Johnson)‏ مواليد 23 نوفمبر 1958 في فلوريدا، هو لاعب كرة سلة أمريكي سابق أصبح مدرباً بدأ مسيرته الاحترافية في سنة 1981 وحمل الرقم 15 و3. يبلغ طوله 6 قدم 1 بوصة (1.9 م). اعتزل اللعب في 1994.

## فرق لعب لها
- واشنطن ويزاردز
- هيوستن روكتس
- بالاكانسترو فاريزي
- فينيكس صنز

## روابط خارجية
- فرانك جونسون على موقع إن بي أي (الإنجليزية)
- فرانك جونسون على موقع سبورتس رفرنس (الإنجليزية)
- فرانك جونسون على موقع كلية كرة السلة في سبورتس رفرنس.كوم (الإنجليزية)
- فرانك جونسون على موقع ريلجم (الإنجليزية)
- فرانك جونسون على موقع بروبوليرز (الإنجليزية)
- فرانك جونسون على موقع سبورتس رفرنس (الإنجليزية)